# Woo Hyun
Woo Hyun (Hangul: 우현, hanja: 禹賢, RR: U Hyeon), es un veterano actor de cine, teatro y televisión surcoreano.

## Biografía
Estudió en la Universidad Yonsei (연세대학교).
Desde el año 2000 está casado con la actriz Cho Ryeon (조련), la pareja tiene un hijo Woo Joon-seo.

## Carrera
Es miembro de la agencia "STARIT Entertainment" (스타잇 엔터테인먼트).
En 2007 apareció en la serie The Legend donde dio vida a Yut Jang-su, un vendedor de trigo.
En diciembre de 2014 se unió al elenco recurrente de la popular serie Healer donde interpretó a Chul-min, un exconvicto y uno de los clientes de Chae Chi-soo (Park Sang-myun) quien en agradecimiento ahora trabaja en su café y cuida a como a Chae Young-shin (Park Min-young) como si fuera su propia hija, hasta el final de la serie en febrero del 2015.
El 7 de enero del 2015 apareció como invitado durante el primer episodio de la serie Kill Me, Heal Me donde dio vida a un paciente dependiente del alcohol. En junio del mismo año se unió al elenco recurrente de la serie The Time We Were Not in Love donde interpretó a Byun Woo-shik, el jefe de Oh Ha-na (Ha Ji-won) en "Tandy". Ese mismo año apareció en la exitosa serie Reply 1988 donde dio vida al adulto Sung No-eul, el hermano de menor de Sung Duk-seon (Lee Hye-ri). El actor Choi Sung-won interpretó a No-eul de joven.
En mayo de 2016 se unió al elenco recurrente de la serie Beautiful Gong Shim donde interpretó a Gong Hyuk, un hombre graduado de la facultad de derecho en Ivy League y el padre de las hermanas Gong Shim (Bang Min-ah) y Gong Mi (Seo Hyo-rim).
En enero de 2017 se unió al elenco recurrente de la serie Defendant (también conocida como "Innocent Defendant") donde dio vida al prisionero Han Sang-wook (alias Milyang), quien se encuentra en la cárcel de Wol-jeong.El 23 de febrero del mismo año se unió al elenco recurrente de la serie Romance Full of Life donde interpretó al padre de So In-sung (Yoon Shi-yoon). En agosto del mismo año se unió al elenco recurrente de la serie Manhole donde dio vida al padre de Jo Suk-tae (Baro). En noviembre del mismo año se unió al elenco recurrente de la serie Judge vs. Judge donde interpretó a Choi Go-soo, un juez cuyos fallos rara vez son cambiados.
En marzo del 2018 se unió al elenco recurrente de la serie Rich Family's Son donde dio vida a Choi Hyo-dong, un socio de Lee Kye-dong (Kang Nam-gil). El 25 de julio del mismo año realizó una aparición especial durante el primer episodio de la serie Your Honor donde interpretó a un patólogo forense del Instituto Nacional de Investigación Científica. En julio del mismo año se unió al elenco recurrente de la serie My ID is Gangnam Beauty donde interpretó a Kang Tae-sik, el padre de Kang Mi-rae (Im Soo-hyang), quien trabaja como taxista.El 4 de diciembre del mismo año apareció por primera vez como invitado en la serie Clean with Passion for Now donde dio vida a Baek Geum-sul, un hombre que se hace pasar por un doctor, por lo que termina convirtiéndose en uno de los pacientes del psiquiatra Choi Ha-in (Song Jae-rim).
En abril de 2019 se unió al elenco recurrente de la serie My Fellow Citizens!, donde interpretó a Yang Si-cheol, un estafador y el padre de Yang Jung-kook (Choi Si-won). El 1 de julio del mismo año apareció durante el primer episodio de la serie Designated Survivor: 60 Days donde dio vida a Choi Ho-jun, el secretario en jefe encargado de los asuntos presidenciales. El 20 de septiembre del mismo año apareció por primera vez como invitado en la serie Pegasus Market donde interpretó al asambleísta Kim Chi-ah.
En junio de 2020 se unió al elenco recurrente de la serie Convenience Store Saet-byul (también conocida como "Backstreet Rookie") donde dio vida a Kwon Eui-choo, el exguitarrista de la banda "4 Heavenly Kings" y propietario del restaurante local en Busan. En abril del mismo año se unió al elenco recurrente de la serie Good Casting donde interpretó a Myung Gye-cheol, un experto investigador que convierte a "Ilgwang High Tech" en una compañía de clase mundial.El 26 de septiembre del mismo año realizó una aparición especial durante el segundo episodio de la serie The Probability of Going From Friends to Lovers (también conocida como "More Than Friends") donde dio vida a un escritor.

## Filmografía

### Series de televisión
| Año     | Título                                     | Personaje                 | Notas                           | Ref.          |
| ------- | ------------------------------------------ | ------------------------- | ------------------------------- | ------------- |
| 2004    | Old Miss Diary                             | Woo Hyun                  |                                 |               |
| 2005    | Gae Jo Is Barefoot                         | Gae-jo                    | 1 episodio                      |               |
| 2007    | The Legend                                 | Yut Jang-su               |                                 |               |
| 2011    | High Kick: Revenge of the Short Legged     | Woo Hyun                  | Aparición especial              |               |
| 2011    | Deep Rooted Tree                           | Lee Bang-ji               |                                 |               |
| 2011    | Saving Mrs. Go Bong-shil                   | Chun Man-geum             |                                 |               |
| 2011-12 | I Live in Cheongdam-dong                   | Kim Woo-hyun              |                                 |               |
| 2013    | Blooded Palace: The War of Flowers         | Eunuco Kim-in             |                                 |               |
| 2013    | Welcome to Royal Villa                     | -                         |                                 |               |
| 2014    | The Taste of Curry                         | Bae Dal-soo               | Drama Special Season 5 - 1 ep.  |               |
| 2014    | Beyond the Clouds                          | Ha-ma                     |                                 |               |
| 2014    | The Three Musketeers                       | Padre de Park Dal-hyang   |                                 |               |
| 2014    | Pinocchio                                  | Mtro. de Choi Dal-po      |                                 |               |
| 2014-15 | Healer                                     | Chul-min                  |                                 |               |
| 2015    | Kill Me, Heal Me                           | Paciente                  | Aparición especial, ep. 1       |               |
| 2015    | The Jingbirok: A Memoir of Imjin War       | -                         |                                 | [ 10 ]        |
| 2015    | The Time We Were Not in Love               | Byun Woo-shik             |                                 |               |
| 2015    | Heroes                                     | Oh Dong-jang              |                                 |               |
| 2015    | The Merchant: Gaekju 2015                  | -                         | Aparición especial              |               |
| 2015    | Reply 1988                                 | Sung No-eul (de adulto)   | Aparición especial              |               |
| 2016    | The Master of Revenge                      | Goo San                   |                                 |               |
| 2016    | Another Miss Oh                            | Psiq. Woo Hyeon           | Aparición especial, 4 episodios |               |
| 2016    | Beautiful Gong Shim                        | Gong Hyuk                 |                                 |               |
| 2016    | Let's Fight, Ghost                         | Fantasma                  | Aparición especial, ep. 1       |               |
| 2016    | Listen to Love                             | "Hanganggabshida"         |                                 |               |
| 2016    | The Sound of Your Heart                    | Padre de Choi Ae-bong     | Aparición especial, ep. 13      |               |
| 2017    | Introverted Boss                           | Vecino de Chae Ro-woon    |                                 |               |
| 2017    | Defendant                                  | Han Sang-wook (Milyang)   |                                 |               |
| 2017    | Three Color Fantasy – Romance Full of Life | Padre de So In-sung       | Aparición especial, ep. 4       |               |
| 2017    | Tunnel                                     | Dueño del Restaurante     | Aparición especial, ep. 5       |               |
| 2017    | Manhole                                    | Padre de Jo Suk-tae       |                                 |               |
| 2017    | Black                                      | Wang Yong-chun            |                                 |               |
| 2017-18 | Judge vs. Judge                            | Choi Go-soo               |                                 |               |
| 2018    | EXIT                                       | Do Jung-man               | 4 episodios                     |               |
| 2018    | Cross                                      | Noh Jong-il               |                                 |               |
| 2018    | Rich Family's Son                          | Choi Hyo-dong             |                                 |               |
| 2018    | Your Honor                                 | Patólogo Forense          | Aparición especial, ep. 1       |               |
| 2018    | My ID is Gangnam Beauty                    | Kang Tae-sik              |                                 |               |
| 2018    | Heart Surgeons                             | Dr. Han Sang-ok           |                                 |               |
| 2018-19 | Clean with Passion for Now                 | Baek Geum-sul             | Aparición especial, 3 episodios |               |
| 2019    | The Light in Your Eyes                     | Woo Hyun                  |                                 |               |
| 2019    | My Fellow Citizens!                        | Yang Si-cheol             |                                 |               |
| 2019    | La vida secreta de mi secretaria           | Hombre en el Sauna        | Aparición especial, ep. 16      |               |
| 2019    | Save Me 2                                  | Boon-geo                  |                                 | [ 11 ]        |
| 2019    | Designated Survivor: 60 Days               | Choi Ho-jun               | Aparición especial, 2 episodios |               |
| 2019    | Flower Crew: Joseon Marriage Agency        | Doctor                    | Aparición especial, ep. 1       |               |
| 2019    | Pegasus Market                             | Kim Chi-ah                | Aparición especial, 3 episodios |               |
| 2020    | Good Casting                               | Myung Gye-cheol           |                                 |               |
| 2020    | Mystic Pop-up Bar                          | Kim Du-young              | Aparición especial, ep. 4       |               |
| 2020    | Convenience Store Saet-byul                | Kwon Eui-choo             |                                 |               |
| 2020    | More Than Friends                          | Escritor                  | Aparición especial, ep. 2       |               |
| 2020    | Tale of the Nine Tailed                    | Hombre Borracho           | Aparición especial, 2 episodios |               |
| 2020    | Sweet Home                                 | Kim Seok-hyun             |                                 |               |
| 2020-21 | Awaken                                     | Jeong Sun-gu              |                                 |               |
| 2021    | True Beauty                                | Administrador del Camping | Aparición especial, ep. 8       |               |
| 2021    | Dukgoo Is Back                             | -                         | Drama Stage                     | [ 12 ]        |
| 2021    | Law School                                 | Sung Dong-il              |                                 |               |
| 2021    | Racket Boys                                | Hong Yi-jang              |                                 |               |
| 2021    | Crime Puzzle                               | Jo Seong-soo              |                                 |               |
| 2021    | Chimera                                    | Bae Seung-gwan            |                                 |               |
| 2021    | Tracer                                     | Yang Young-soon           | Aparición especial, 2 episodios |               |
| 2022    | Jinx's Lover                               | Presidente Park           |                                 | [ 13 ]        |
| 2022    | It's Beautiful Now                         | Judicial                  |                                 |               |
| 2022    | Alquimia de almas                          | Monk Ho-yeon              |                                 | [ 14 ]        |
| 2023    | Brain Cooperation                          | Kim Gil-joong.            |                                 | [ 15 ]        |
| 2023    | Mentiras ocultas en mi jardín              | Guardia de seguridad      |                                 | [ 16 ] [ 17 ] |
| 2023    | Hermanos milagrosos                        | Noh Myung-nam             |                                 | [ 18 ]        |
| 2023-24 | Like Flowers in Sand                       | Park Pil-doo              |                                 | [ 19 ]        |
| 2024    | Love Song for Illusion                     | Eunuco Neung              |                                 | [ 20 ]        |
| 2024    | El heredero ilegítimo                      | Jefe de la aldea          | Serie web                       |               |
| 2025    | La isla del tesoro                         | Cha Kang-cheon            |                                 | [ 21 ] [ 22 ] |
| 2025    | El comedor de Heo                          | No-ong                    | Serie web                       | [ 23 ] [ 24 ] |
| 2025    | Submundo                                   | Ha Yeong-soo              | Serie web                       |               |

### Películas
| Año  | Título                                 | Personaje                      | Notas                                                                          | Ref.   |
| ---- | -------------------------------------- | ------------------------------ | ------------------------------------------------------------------------------ | ------ |
| 2003 | Once Upon A Time In A Battlefield      | Dueño                          |                                                                                |        |
| 2006 | Forbidden Quest                        | Transcriptor                   | Junto a Han Suk-kyu, Lee Beom-soo, Kim Min-jung, Oh Dal-su y Ahn Nae-sang      |        |
| 2006 | Mission Sex Control                    | Chang-hyeok                    | junto a Kim Jung-eun, Lee Beom-soo, Byun Hee-bong, Ahn Nae-sang y Jeon Mi-seon |        |
| 2006 | The Fox Family                         | Mr. Hong                       |                                                                                |        |
| 2006 | How the Lack of Love Affects Two Men   | Hombre en el supermercado      |                                                                                |        |
| 2007 | Bank Attack                            | Jefe de Sección Oh             |                                                                                |        |
| 2010 | Grand Prix                             | Park Kwang-ho                  |                                                                                |        |
| 2011 | Head                                   | Mr. Park                       |                                                                                |        |
| 2015 | Detective K: Secret of the Lost Island | Mr. Bang                       |                                                                                |        |
| 2006 | Family Ties Pt. 3                      | Go Mul-sang                    | Junto a Bong Tae-gyu, Jung Yu-mi, Im Jung-eun, Go Kyu-pil y Jo Hee-bong        |        |
| 2017 | Fabricated City                        | Prisionero                     |                                                                                |        |
| 2017 | 1987: When The Day Comes               | Jefe de Depto. Kang Min-chang  |                                                                                |        |
| 2018 | Detective K: Secret of the Living Dead | Mr. Bang                       |                                                                                |        |
| 2019 | Mal-Mo-E: The Secret Mission           | Im Dong-ik                     | Junto a Yoo Hae-jin, Yoon Kye-sang, Kim Hong-pa, Kim Tae-hoon y Kim Sun-young  |        |
| 2019 | Tazza: One Eyed Jack                   | Mool Young-gam                 |                                                                                | [ 25 ] |
| 2020 | Beyond That Mountain                   | Dueño de la tienda de cerámica |                                                                                |        |
| 2024 | Handsome Guys                          | Padre Kim                      | Aparición especial, junto a Lee Sung-min, Lee Hee-joon y Gong Seung-yeon       | [ 26 ] |
| 2024 | Land of Happiness                      | Lee Man-sik                    | Junto a Jo Jung-suk, Lee Sun-kyun y Yoo Jae-myung                              | [ 27 ] |

### Programas de variedades
| Año  | Título                            | Notas                                                                   | Ref.          |
| ---- | --------------------------------- | ----------------------------------------------------------------------- | ------------- |
| 2013 | Darling 100 Years Guest           | invitado                                                                | [ 28 ]        |
| 2013 | Hidden Singer Season 2            | (ep. 8) - panelista invitado                                            |               |
| 2015 | Abnormal Summit: Season 1         | (ep. 76) - invitado                                                     |               |
| 2016 | Infinite Challenge                | 3 episodios - (ep. 466-468) - especial "Meet My Ugly Friend" - invitado | [ 29 ] [ 30 ] |
| 2018 | Creaking Heroes (삐그덕 히어로즈) | 2 episodios - miembro                                                   | [ 31 ]        |
| 2018 | Busted!                           | (ep. 2) - invitado                                                      |               |

### Teatro / musicales
| Año  | Título                           | Personaje         | Notas     |
| ---- | -------------------------------- | ----------------- | --------- |
| 1999 | Guys and Dolls (아가씨와 건달들) | 베니 사우드스트릿 | (musical) |
| 1999 | 세종대왕                         | 하위지            |           |
| 2002 | 붉은 산                          | 삵이 정익호       |           |

## Premios y nominaciones
| Año  | Premios               | Categoría             | Trabajo              | Resultado |
| ---- | --------------------- | --------------------- | -------------------- | --------- |
| 2020 | Chunsa Film Art Award | Best Supporting Actor | Tazza: One Eyed Jack | Nominado  |